# HFLS3
HFLS3 هو اسم مجرة بعيدة، في كوكبة التنين  عند z = 6.34، نشأت قبل حوالي 880 مليون سنة بعد الانفجار العظيم. اكتشفت
المجرة خلال حملة هيرمز (HerMES campaign)، التي وجدت أيضا مصادر حمراء بعيدة أخرى وذلك باستخدام الأشعة تحت الحمراء البعيدة لمرصد هيرشل الفضائي وتم الإعلان عن اكتشافها في 18 أبريل 2013 كمجرة انفجار نجمي استثنائية تنتج ما يقارب 3000 كتلة شمسية من النجوم سنويا. المجرة أكبر من درب التبانة بحوالي عشرين مرة وكتلتها 10-30 ضعف كتل المجرات المعروفة الأخرى في مثل هذا الوقت المبكر من عمر الكون.
المجرة بعيدة جدا لدرجة أن الضوء الذي نراه قد استغرق 13 مليار سنة للوصول إلى الأرض. ونحن نرى ضوء المجرة عندما كان عمر الكون 880 مليون سنة فقط.

## وصلات خارجية
- HerMES: The Rest-Frame UV Emission and A Lensing Model for the z=6.34 Luminous Dusty Starburst Galaxy HFLS3
- Study of the environmentof HFLS3 an extremestarburst at z=6.34 (.pdf)